# Drimailivka, Kulîkivka
Drimailivka (în ucraineană Дрімайлівка) este localitatea de reședință a comunei Drimailivka din raionul Kulîkivka, regiunea Cernihiv, Ucraina.

## Demografie
Componența lingvistică a localității Drimailivka
     Ucraineană (98,59%)
     Rusă (1,29%)
     Alte limbi (0,12%)
Conform recensământului din 2001, majoritatea populației localității Drimailivka era vorbitoare de ucraineană (98,59%), existând în minoritate și vorbitori de rusă (1,29%).